# Головня (потік)
Головня — гірський потік в Україні у Самбірському районі Львівської області. Лівий доплив річки Дністра (басейн Дністра).

## Опис
Довжина потоку 4 км, найкоротша відстань між витоком і гирлом — 2,58  км, коефіцієнт звивистості річки — 1,55 . Формується декількома безіменними струмками.

## Розташування
Бере початок на південно-західних схилах гори Головня (668 м). Тече переважно на північний схід понад безіменною горою (466 м) і на північно-західній околиці села Верхній Лужок впадає у річку Дністер.

## Цікаві факти
- Від гирла потоку на північно-східній стороні пролягає автошлях Н13[3] (автомобільний шлях національного значення на території України, Львів — Самбір — Ужгород. Проходить територією Львівської та Закарпатської областей.)